# Eunidia vittata
Eunidia vittata är en skalbaggsart som först beskrevs av Maurice Pic 1932.  Eunidia vittata ingår i släktet Eunidia och familjen långhorningar. Inga underarter finns listade i Catalogue of Life.